# Josef Emil Nünlist

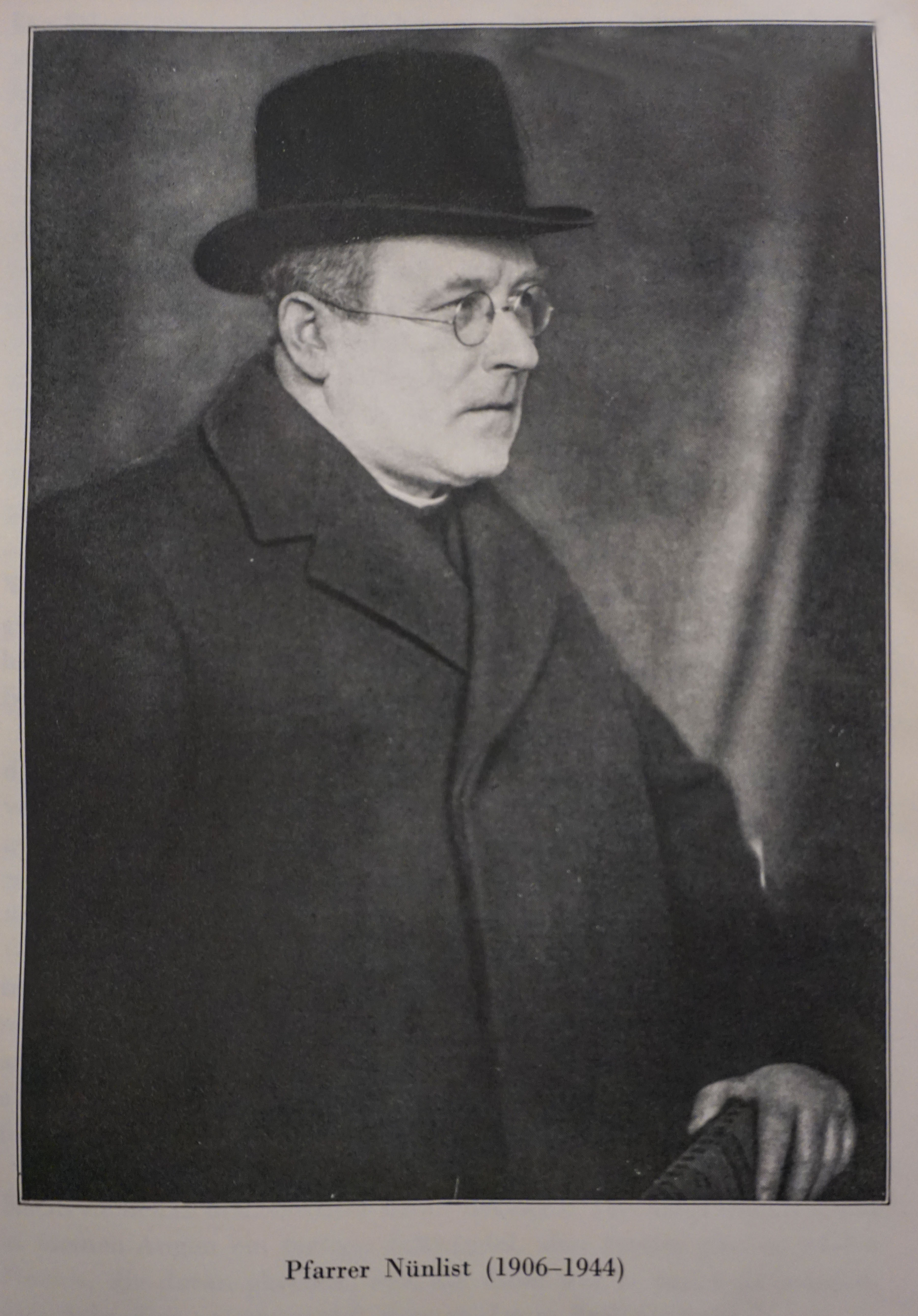
Pfarrer Josef Emil Nünlist um 1930

Josef Emil Nünlist (* 18. August 1875 in Olten; † 22. Mai 1952 in Bern) war ein Schweizer katholischer Geistlicher mit Bürgerort Hägendorf.

## Leben
Josef Emil Nünlist war der Sohn des Emil Nünlist (1850–1876), Lehrer und Büroangestellter von Hägendorf, und dessen Ehefrau Mathilde geb. Brunner von Laupersdorf, die drei Jahre vor der Primiz des Sohnes verstarb. An der Primarschule in Hägendorf erhielt Nünlist erste Lateinstunden von dem Pfarrer und späteren Domherrn Jakob Probst. Darauf konnte er 1888 in die zweite Klasse des Gymnasiums Einsiedeln eintreten, wo er 1895 die Matura mit der Bestnote bestand. Von 1895 bis 1897 studierte er im Pariser Seminar von Saint Sulpice, wobei er sich auch in der französischen Sprache ausbildete. Die Ferien benutzte er zu Studienaufenthalten in Oxford um sich in Englisch fortzubilden. Seine italienische Sprachkenntnis konnte er bei Ferienaufenthalten in Italien vervollständigen und später als Priester eignete er sich auch noch das Spanische an und konnte dann in fünf Sprachen predigen.
Von 1897 bis 1898 studierte Nünlist an der Universität Freiburg i.Ü. Von 1898 bis 1899 setzte er seine Studien an der theologischen Fakultät in Tübingen fort, wo er Mitglied der katholischen Studentenverbindung KStV Alamannia Tübingen wurde, und schloss das Studium am Diözesanseminar in Luzern mit der Priesterweihe am 22. Juli 1899 ab. Die Primiz fand am 12. August 1900 in Hägendorf statt.
Den ersten Wirkungsstätten als Vikar waren für kurze Zeit in Basel und in San Niccolò. In Florenz folgte eine Anstellung als Vikar an der Franziskanerkirche in Luzern. Bereits im Oktober 1901 sandte ihn der Bischof Leonhard Haas nach Grellingen als Pfarrer der St. Laurentiuskirche, wo auf seine Veranlassung neue Kirchenfenster mit Glasmalerei eingesetzt wurden. Ausserdem gründete er in seiner Wirkungszeit dort mehrere katholische und sozial tätige Vereine. Nachdem 1906 Jakob Stammler zum Bischof gewählt worden war, übernahm Nünlist als dessen Nachfolger die weitläufige Berner Dreifaltigkeitspfarrei.

### Die Berner Wirkungszeit
Die damals noch einzige römisch-katholische Pfarreikirche Dreifaltigkeit in Bern und vierzig umliegenden Gemeinden war erst acht Jahre zuvor gebaut worden. Noch vieles wartete auf die Fertigstellung und die hohe Schuldenlast hemmte weitere Vorhaben. Zur Vervollständigung der von Franz Vettiger begonnenen Wandbilder im Stil der Nazarener wurde der Künstler August Müller-Warth beauftragt, eine bessere Orgel wurde angeschafft und auch das schlechtgebaute Dach musste schon bald erneuert werden. So wurde Nünlist zum Bettelpfarrer. Es gelang ihm Unterstützung von allen Seiten zu bekommen. Er konnte das Areal der Campagne „La Prairie“ und weitere angrenzende Parzellen erwerben und damit unter anderem den Bau des Gesellenhauses ermöglichen und dem nach dem Kulturkampf heimatlos gewordenen Gesellenverein eine sichere Bleibe schaffen. Die wachsende Zahl der Katholiken in Bern erforderte eine Dezentralisierung und neue Kirchen in den Aussenquartieren. Dank der Initiative Nünlists wurde 1910 als erstes ein Areal im Breitenrain gekauft und 1931 darauf die Marienkirche gebaut. Das Marienheim in der Länggasse wurde bereits 1919 gegründet. 1926 wurde Land in Bümpliz gekauft und ein Jahr später dort das Pfarrhaus und die Vorgängerkirche der jetzigen Antonius-Kirche erstellt. Weiter beschaffte der Pfarrer Land für die 1937 gebaute Guthirtkirche in Ostermundigen und Baugrund für die erst 1954 entstandene Bruder Klaus-Kirche im Berner Burgernziel. Für die immensen Bauvorhaben und den Auf- und Ausbau der Pfarreien genügten die freiwilligen Steuereinnahmen des Kultusvereins nicht. Seit dem Kulturkampf musste der privatrechtlich organisierte Kultusverein der römisch-katholischen Gemeinde ohne staatliche Unterstützung die Kultussteuer einziehen, die zusammen mit dem Kirchopfer die ordentlichen Einnahmen bildeten. Daneben beschaffte Nünlist Spendengelder durch Predigten und Aufrufe im In- und Ausland (siehe dazu den Abschnitt Reisen). Erst 1939 mit der staatlichen Anerkennung der Berner Pfarreien und Gleichstellung zu der evangelisch-reformierten und der christkatholischen Kirche war die Finanzierung besser geregelt.

### Seelsorgerische Tätigkeit

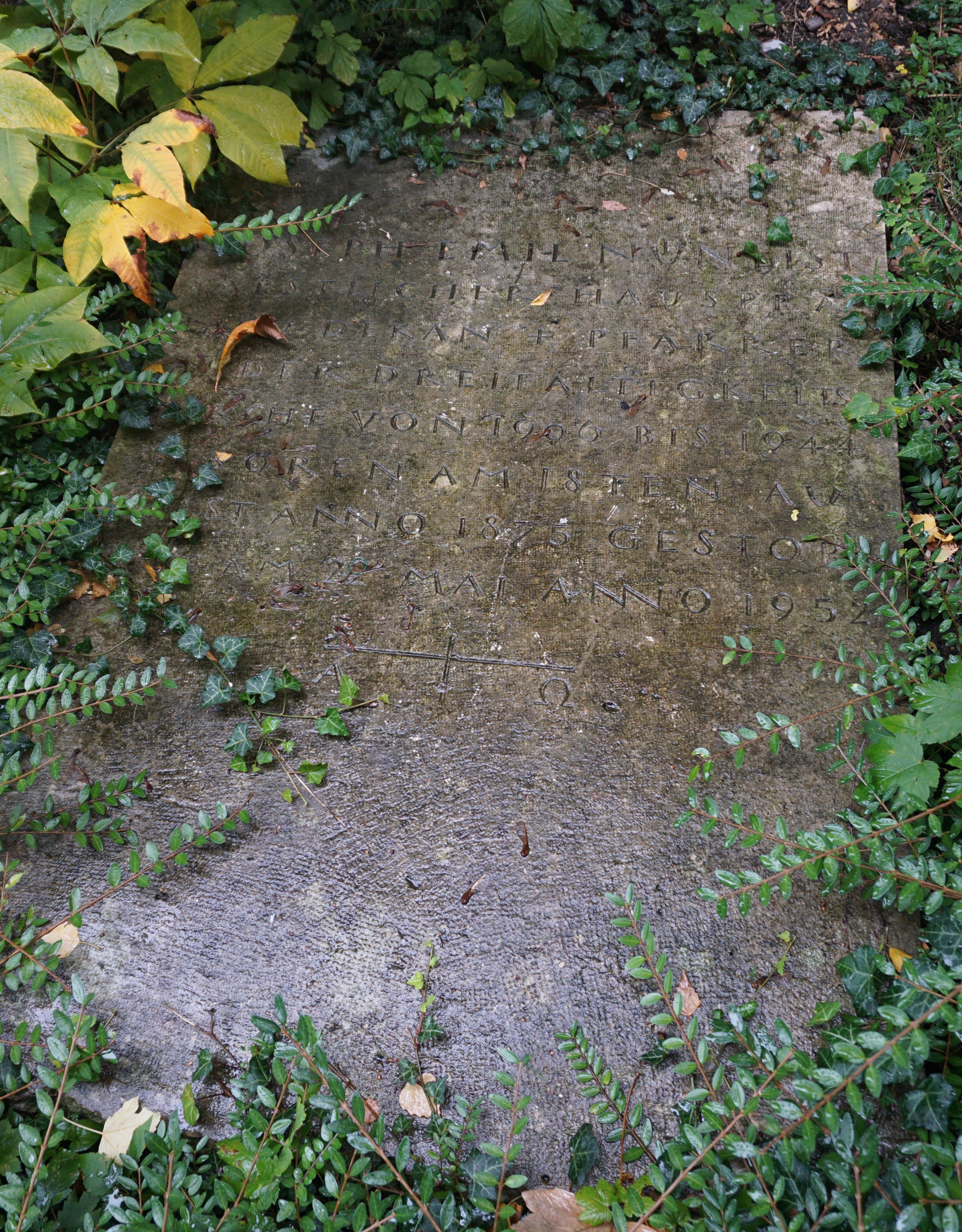
Gedenkplatte im Präriepark

Neben der Aufbauarbeit war die Seelsorge für die Gemeindemitglieder das wichtigste Anliegen des Pfarrers. Er führte die Hausbesuche ein, unterrichtete die Kinder und predigte in den Gottesdiensten. Dabei erhielt er Unterstützung von bis zuletzt vier Vikaren. Rund dreissig Vereine mit religiöser Grundausrichtung wurden während der 38-jährigen Wirkungszeit Nünlists gegründet. 1944 demissionierte er und übergab sein Amt an Ernst Simonett (1886–1981), der als Pfarrer der Marienkirche vom Bischof dazu berufen wurde. Mit seiner treuen Pfarrhaushälterin Ida Zemp, der Tochter von Bundesrat Josef Zemp, lebte er fortan in der als Alterswohnung ausgestatteten und von ihm selbst erworbenen La Präirie.
Am 22. Mai 1952 starb Pfarrer Josef Emil Nünlist im Alter von 77 Jahren. Nach der Trauerfeier am 27. Mai in seiner Dreifaltigkeitskirche, mit vielen namhaften Trauergästen, wurde er im Bremgartenfriedhof «in der Zerstreuung» beerdigt. Die Grabplatte wurde später als Gedenkstein im Prairiepark, an der linken Apsis der Kirche, eingesetzt.

### Reisen
Bei den vorwiegend in den Sommermonaten begangenen Bettelreisen sammelte Pfarrer Nünlist rund drei Millionen Franken für die Berner Diaspora-Pfarreien.
Dabei bereiste er von 1919 bis 1925 die ganze Schweiz, 1922 die USA und Ost-Kanada und 1923 Spanien.
Trotz seiner durch das anstrengende Reisen ausgelösten Erschöpfungskrankheit, folgte Nünlist 1928 der Aufforderung des Diözesanbischofs als dessen Vertreter zum Eucharistischen Weltkongress in Sydney zu reisen. Die Reiseerinnerungen wurden als Büchlein veröffentlicht und verkauft, der Erlös beim Bau der Marienkirche verwendet.

## Auszeichnungen und Ehrungen
- 1915 wurde Josef Emil Nünlist der Titel Päpstlicher Geheimkämmerer verliehen.
- 1932–1942 Ernennung durch Bischof Ambühl zum Dekan der Berner Pfarreien
- Verleihung der Prälatur[6]
- Ernennung zum Ehrenchorherrn der Abtei Saint-Maurice
- 1926 Mitglied des Komitees der Eucharistischen Weltkongresse in Sidney (1928) und Karthago (1930).